# Světový operní repertoár

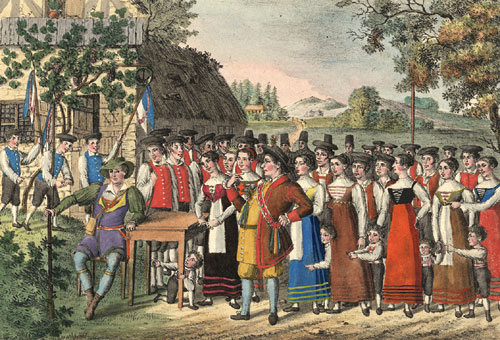
Scéna z Čarostřelce Carla Marii von Webera (litografie z doby kolem roku 1822)

Jako světový, mezinárodní či standardní operní repertoár se označuje soubor oper uváděných často na významných operních scénách po celém světě. Liší se tím jak od národních operních repertoárů, tedy oper, které se častěji uvádějí v jedné jazykové oblasti, tak i od operních děl uváděných jen výjimečně nebo vůbec. Standardní operní repertoár není ovšem pevně definován a odborníci se mohou lišit v názorech na to, zda daná opera do něj patří nebo ne. Navíc se operní repertoár vyvíjí tak, jak se objevují nové úspěšné kusy a starší upadají v zapomenutí anebo jsou naopak objevovány a znovu uváděny na scény.
Níže uvedený seznam obsahuje operní díla, která se nacházejí na většině seznamů významných oper, uvedených v sekci Podklady k sestavení seznamu. Protože jde o seznamy pocházející výhradně z anglické jazykové oblasti a jsou v nich zahrnuty některé opery specifické pouze pro tuto oblast, byla vypuštěna díla skladatelů anglicky mluvících zemí, která nebyla podle databáze Operabase.com od roku 2006 do poloviny roku 2008 ani jednou nastudována mimo anglicky mluvící země. Seznam pokrývá všechny hlavní žánry a zachycuje opery, jež se počátkem 21. století častěji objevovaly na světových operních scénách. Historicky sahá od raných oper 17. století psaných Monteverdim, Cavallim a Purcellem až po díla pozdního 20. století, jejichž autory jsou Messiaen, Berio či Britten. Stručné poznámky opery charakterizují či vysvětlují, proč jsou považovány za významné. Seznam je řazen podle data premiéry s výjimkou případů, kdy k ní došlo dlouho po skladatelově smrti; tehdy se řadí podle přibližného data vytvoření hudby.
Způsob sestavení seznamu zapříčinil, že v něm chybí některá díla populární či významná z historického hlediska, například vůbec nejstarší opery Dafné od Jacopa Periho, Händelův Xerxes či Auberova Němá z Portici, nemluvě o řadě stěžejních oper českého repertoáru. Také zde nejsou ani jedním dílem zastoupeni někteří významní operní skladatelé, vedle již zmíněného Periho například Alessandro Scarlatti, Antonio Vivaldi nebo Philip Glass. Je však velmi obtížné najít kritérium výběru, které by zohlednilo stejnou měrou popularitu na světových jevištích, postavení v českém repertoáru i historický význam oper a jejich skladatelů.
Opery jsou uváděny pod názvem nejčastěji používaným v Česku. Není-li ustálen, nebo pokud se jedná o opery v Česku méně známé, je připojen i originální nebo alternativní název.
Uvedený repertoár obsahuje 429 operních děl od celkem 154 různých skladatelů. Významné místo zaujímají také čeští skladatelé, jejichž tvorba přispěla k rozvoji národní operní tradice. Mezi ně patří Bedřich Smetana (Prodaná nevěsta, Dalibor, Dvě vdovy), Antonín Dvořák (Rusalka, Čert a Káča), Leoš Janáček (Její pastorkyňa, Osud, Výlety pana Broučka, Káťa Kabanová, Příhody lišky Bystroušky, Věc Makropulos, Z mrtvého domu), dále Bohuslav Martinů (Julietta), Hans Krása (Brundibár) a Viktor Ullmann (Císař z Atlantidy).

## 1600–1699

Claudio Monteverdi držící tragickou divadelní masku (Domenico Fetti, 1640)

| Název opery                | Jiné názvy                          | Autor hudby          | Rok  | Popis |
| -------------------------- | ----------------------------------- | -------------------- | ---- | --- |
| Orfeus                     | orig. L’Orfeo                       | Claudio Monteverdi   | 1607 | Orfeus je obvykle považován za první mistrovské operní dílo. |
| Odyseův návrat do vlasti   | orig. Il ritorno d'Ulisse in patria | Claudio Monteverdi   | 1640 | Monteverdiho první opera pro Benátky, založená na Homérově Odysseji, dokazuje skladatelovo mistrovství v portrétování jedinečných osobností.                            |
| Korunovace Poppey          | orig. L’incoronazione di Poppea     | Claudio Monteverdi   | 1642 | Monteverdiho poslední opera se dnes často uvádí. Její benátský kontext může vysvětlit úplnou nepřítomnost moralizujícího tónu, častého v tehdejších operách.            |
| Ormindo                    |                                     | Francesco Cavalli    | 1644 | Jedna z prvních Cavalliho oper znovuoživených ve 20. století je považována za jedno ze skladatelových nejatraktivnějších děl.                                           |
| Giasone                    |                                     | Francesco Cavalli    | 1649 | V této opeře poprvé došlo k oddělení árie a recitativu. Zároveň to byla nejpopulárnější opera 17. století.                                                              |
| La Calisto                 |                                     | Francesco Cavalli    | 1651 | Devátá z jedenácti oper, které Cavalli napsal s libretistou Faustinim. Je známá svou satirou na božstva klasické mytologie.                                             |
| Gli equivoci nel sembiante |                                     | Alessandro Scarlatti | 1679 | Scarlattiho první opera seria, napsal ji v 19 letech. Byla uvedena v Římě, v Teatro Sala Capranica.                                                                     |
| Dido a Aeneas              |                                     | Henry Purcell        | 1683 | Často považována za první skutečnou operu v angličtině. Nebyla poprvé provedena roku 1689 v dívčí škole, jak se někdy uvádí, ale již roku 1683 na dvoře krále Karla II. |
| Královna víl               | orig. The Fairy Queen               | Henry Purcell        | 1692 | Spíše semiopera než skutečná opera. Často považována za nejlepší Purcellovo dramatické dílo.                                                                            |

## 1700–1749

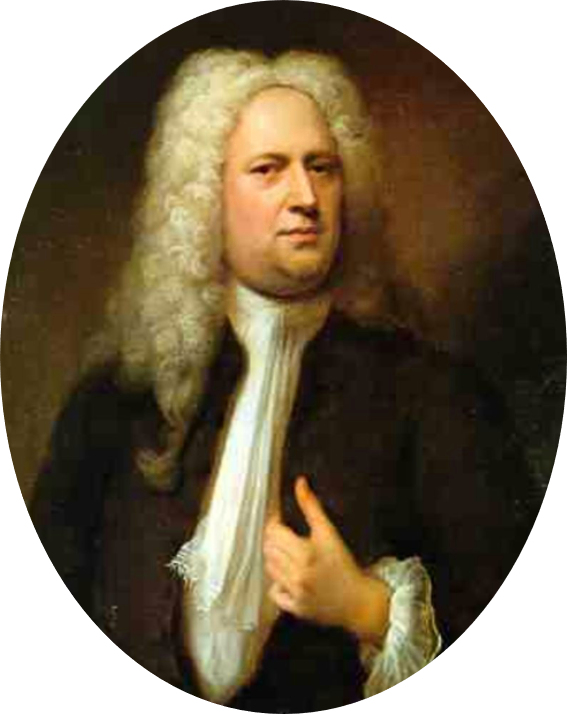
Georg Friedrich Händel (Balthasar Denner, 1733)

| Název opery         | Jiné názvy | Autor hudby                 | Rok  | Popis |
| ------------------- | ---------- | --------------------------- | ---- | --- |
| Agrippina           |            | Georg Friedrich Händel      | 1710 | Händelova poslední opera komponovaná v Itálii byla nesmírně úspěšná, a založila jeho pověst jako skladatele italské opery.                                         |
| Rinaldo             |            | Georg Friedrich Händel      | 1711 | Händelova první opera pro Londýnské jeviště byla zároveň první operou v italštině uvedenou v Londýně.                                                              |
| Giulio Cesare       |            | Georg Friedrich Händel      | 1724 | Opera známá svou bohatou orchestrací. |
| Tamerlano           |            | Georg Friedrich Händel      | 1724 | Dílo nadané velkou dramatickou silou. |
| Žebrácká opera      |            | Johann Christoph Pepusch    | 1728 | Satira na italskou opera seria, autorem libreta je John Gay; formát Žebrácké opery si udržel popularitu až do současnosti.                                         |
| Acis a Galatea      |            | Georg Friedrich Händel      | 1731 | Jediné autorovo dramatické dílo na anglické libreto. |
| Orlando             |            | Georg Friedrich Händel      | 1733 | Další mistrovská Händelova opera, patřící k jeho nejlepším dílům.                                                                                                  |
| Služka paní         |            | Giovanni Battista Pergolesi | 1733 | Model mnoha dalších děl ve stylu opera buffa včetně Mozartových.                                                                                                   |
| Hippolyte et Aricie |            | Jean-Philippe Rameau        | 1733 | Premiéra Rameauovy první opery vyvolala velkou kontroverzi. |
| Ariodante           |            | Georg Friedrich Händel      | 1735 | Dodnes vysoce hodnocena hudebními kritiky. |
| Alcina              |            | Georg Friedrich Händel      | 1735 | Spolu s předchozí operou Ariodante byla součástí první Händelovy operní sezóny v Covent Garden.                                                                    |
| Les Indes galantes  |            | Jean-Philippe Rameau        | 1735 | V tomto díle Rameau dal tradičně lehčímu žánru opery-baletu emocionální hloubku a sílu.                                                                            |
| Castor et Pollux    |            | Jean-Philippe Rameau        | 1737 | Dílo zprvu nepříliš úspěšné bylo znovu uvedeno roku 1754 a od té doby je přijímáno jako jedno z autorových nejlepších.                                             |
| Semele              |            | Georg Friedrich Händel      | 1744 | Dílo bylo původně provozováno jako oratorium. Jeho dramatické kvality ho však v současnosti prosadily i na operní scéně.                                           |
| Platée              |            | Jean-Philippe Rameau        | 1745 | Nejslavnější Rameauova komická opera. Původně určena ke dvorní zábavě, její nové uvedení roku 1754 jí zajistilo nesmírnou popularitu celého francouzského publika. |

## 1750–1799

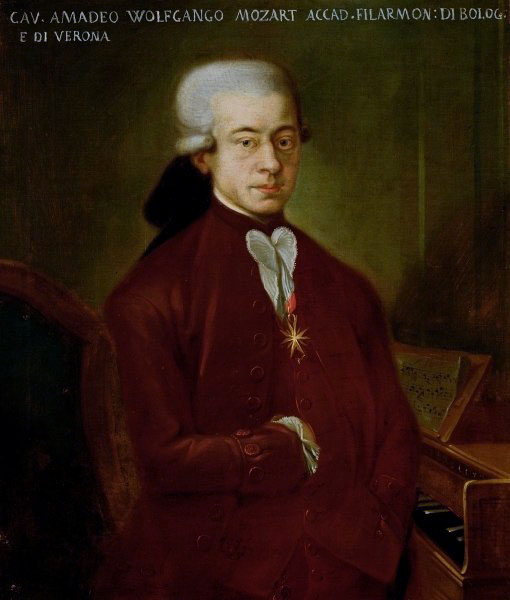
Wolfgang Amadeus Mozart v roce 1777 (autor portrétu neznámý)

| Název opery              | Jiné názvy                      | Autor hudby               | Rok  | Popis |
| ------------------------ | ------------------------------- | ------------------------- | ---- | --- |
| La buona figliuola       |                                 | Niccolò Piccinni          | 1760 | Piccinniho dílo bylo ve své době nesmírně populární v celé Evropě. Do roku 1790 je známo 70 nastudování opery, která byla prováděna ve všech evropských velkoměstech.                            |
| Orfeus a Eurydika        | orig. Orfeo ed Euridice         | Christoph Willibald Gluck | 1762 | Gluckova nejznámější opera. První dílo, v němž se skladatel pokusil reformovat výstřelky italské opera seria.                                                                                    |
| Alcesta                  | Alceste                         | Christoph Willibald Gluck | 1767 | Gluckova druhá „reformní“ opera, nyní obvykle provozovaná ve francouzské revizi z roku 1776. |
| Bastien a Bastienka      |                                 | Wolfgang Amadeus Mozart   | 1768 | Mozartův jednoaktový singspiel parodoval Rousseaův operní pokus Le Devin du Village. |
| Mitridates, král pontský | orig. Mitridate, re di Ponto    | Wolfgang Amadeus Mozart   | 1770 | Čtrnáctiletý Mozart tuto operu napsal pro ansámbl virtuózních zpěváků a provedení trvá přes šest hodin.                                                                                          |
| Lucio Silla              |                                 | Wolfgang Amadeus Mozart   | 1772 | Další opera Mozartova dospívání. Po sepsání zaznamenala 25 repríz, a poté byla znovu uvedena až roku 1929.                                                                                       |
| Ifigenie v Aulidě        | orig. Iphigénie en Aulide       | Christoph Willibald Gluck | 1774 | Gluckova první opera určená pařížskému jevišti. |
| Zahradnice z lásky       | orig. La finta giardiniera      | Wolfgang Amadeus Mozart   | 1775 | První významnější Mozartova opera buffa. |
| Král pastýřů             | orig. Il re pastore             | Wolfgang Amadeus Mozart   | 1775 | Poslední opera Mozartova dospívání byla vytvořena na Metastasiovo libreto. |
| Il mondo della luna      |                                 | Joseph Haydn              | 1777 | Poslední že tří Haydnových oper na Goldoniho libreta. |
| Armida                   |                                 | Christoph Willibald Gluck | 1777 | Gluck pro toto dílo použil libreto původně zhudebněné Lullym a Armidu měl sám ze svých oper nejraději.                                                                                           |
| Ifigenie na Tauridě      | orig. Iphigénie en Tauride      | Christoph Willibald Gluck | 1779 | Gluckovo „poslední a snad největší mistrovské dílo“. |
| Idomeneus                | orig. Idomeneo                  | Wolfgang Amadeus Mozart   | 1781 | Dílo považované za autorovu první zralou operu Mozart napsal po delší přestávce, během které žádné jevištní dílo nevytvořil.                                                                     |
| Únos ze serailu          | orig. Entführung aus dem Serail | Wolfgang Amadeus Mozart   | 1782 | První Mozartovo mistrovské dílo komického žánru a na německé libreto se dnes uvádí velmi často.                                                                                                  |
| Lazebník sevillský       |                                 | Giovanni Paisiello        | 1782 | Paisiellova nejznámější komická opera byla později zastíněna Rossiniho stejnojmenným dílem. |
| Divadelní ředitel        | orig. Der Schauspieldirektor    | Wolfgang Amadeus Mozart   | 1786 | Další Mozartův singspiel měl premiéru spolu se Salieriho operou Prima la musica, poi le parole                                                                                                   |
| Figarova svatba          | orig. Le nozze di Figaro        | Wolfgang Amadeus Mozart   | 1786 | První ze slavné řady oper, při níž s Mozartem spolupracoval libretista Lorenzo da Ponte. Dnes je Figarova svatba nejpopulárnější Mozartovou operou.                                              |
| Don Giovanni             |                                 | Wolfgang Amadeus Mozart   | 1787 | Druhá slavná Mozartova opera na text od Lorenza Da Ponte, nesčetněkrát promýšlený a záhadný příběh svůdníka Dona Juana. Premiéra se konala v Praze v Nosticově divadle (dnes Stavovské divadlo). |
| Così fan tutte           |                                 | Wolfgang Amadeus Mozart   | 1790 | Třetí a poslední Mozartova opera na Da Ponteho libreto, Così fan tutte (Takové jsou všechny) se v 19. století provozovala jen zřídka, protože zápletka byla považována za nemravnou.             |
| Titus                    | La clemenza di Tito             | Wolfgang Amadeus Mozart   | 1791 | Předposlední Mozartova opera byla mimořádně populární zhruba do roku 1830, pak pozbyla obliby, její kritické hodnocení začalo upadat a na původní úroveň se dostalo až po druhé světové válce.   |
| Kouzelná flétna          | orig. Die Zauberflöte           | Wolfgang Amadeus Mozart   | 1791 | Dílo hodnocené jako „apoteóza singspielu“ bylo v 19. století kritizováno jako zmatené a postrádající jasnou formu. Je velmi populární v Německu a Rakousku.                                      |
| Tajné manželství         | orig. Il matrimonio segreto     | Domenico Cimarosa         | 1792 | Obvykle považováno za Cimarosovu nejlepší operu. Císaři Leopoldu II. se tříhodinová premiéra líbila tolik, že zpěváky přemluvil, aby dílo ještě téhož dne reprízovali.                           |
| Medea                    |                                 | Luigi Cherubini           | 1797 | Jediná francouzská opera doby Revoluce, která se dnes pravidelně uvádí. Proslavená sopránovým partem, umožňujícím zazářit hvězdám jako Maria Callasová.                                          |

## 1800–1824

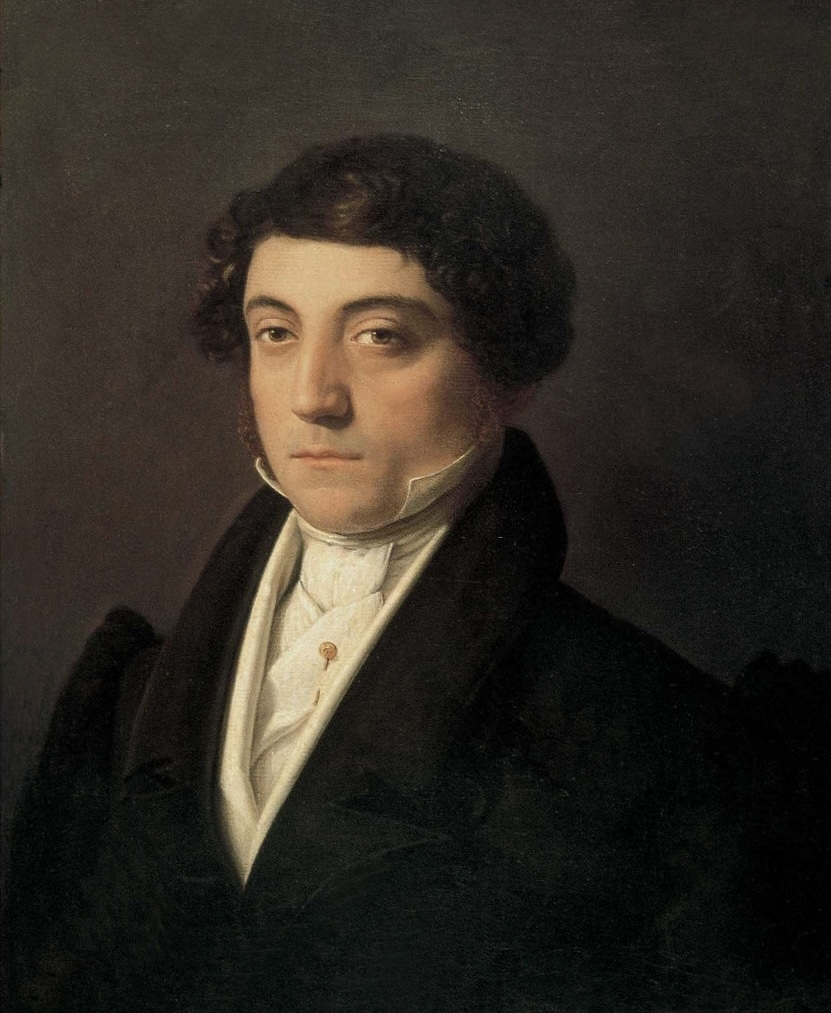
Gioacchino Rossini (autor portrétu je Vincenzo Camuccini)

| Název opery        | Jiné názvy                    | Autor hudby          | Rok  | Popis |
| ------------------ | ----------------------------- | -------------------- | ---- | --- |
| Fidelio            |                               | Ludwig van Beethoven | 1805 | Beethovenova jediná opera prozrazuje skladatelovy svobodomyslné názory. |
| Vestálka           | orig. La Vestale              | Gaspare Spontini     | 1807 | Spontiniho opera o zamilované vestálce měla silný vliv na Berlioze a byla předchůdkyní francouzského žánru grand opera.                                                                       |
| Hedvábný žebřík    | La scala di seta              | Gioacchino Rossini   | 1812 | Rané Rossiniho dílo je typickou ukázkou žánru farsa comica. |
| Italka v Alžíru    | orig. L'Italiana in Algeri    | Gioacchino Rossini   | 1813 | Richard Osborne toto dílo hodnotí jako „Rossiniho první mistrovskou buffo operu v plně rozvinuté dvouaktové formě“.                                                                           |
| Tancredi           | Tankred                       | Gioacchino Rossini   | 1813 | Toto melodramma eroico (heroické melodrama) popsal básník Giuseppe Carpani takto: „Je to kantiléna a pořád kantiléna: krásná kantiléna, nová kantiléna, magická kantiléna, vzácná kantiléna.“ |
| Turek v Itálii     |                               | Gioacchino Rossini   | 1814 | Od ostatních Rossiniho oper se liší častými sbory a nepřítomností árií. |
| Lazebník sevillský | orig. Il barbiere di Siviglia | Gioacchino Rossini   | 1816 | Nejpopulárnější autorova opera buffa. |
| Otello             |                               | Gioacchino Rossini   | 1816 | Skladatel Giacomo Meyerbeer napsal: „Třetí jednání Otella založilo jeho pověst tak pevně, že jí nemůže otřást ani tisíc chyb.“                                                                |
| Popelka            | orig. La Cenerentola          | Gioacchino Rossini   | 1817 | Napsání této komedie Rossinimu trvalo jen o něco víc než tři týdny. |
| Straka zlodějka    | orig. La gazza ladra          | Gioacchino Rossini   | 1817 | V této opeře Rossini použil tehdy oblíbený motiv záchrany hlavní postavy. Velmi populární je její předehra.                                                                                   |
| Mojžíš v Egyptě    | orig. Mosè in Egitto          | Gioacchino Rossini   | 1818 | Dílo bylo pojato jako posvátné drama vhodné k uvádění během postu. |
| Jezerní panna      | orig. La donna del lago       | Gioacchino Rossini   | 1819 | Romantická opera inspirovaná dílem Waltera Scotta. |
| Čarostřelec        | orig. Der Freischütz          | Carl Maria von Weber | 1821 | Weberovo mistrovské dílo je první velkou německou romantickou operou. |
| Euryanta           |                               | Carl Maria von Weber | 1823 | Přes slabé libreto měla Euryanta velký vliv na další vývoj německé opery včetně Wagnerova Lohengrina.                                                                                         |
| Semiramis          |                               | Gioacchino Rossini   | 1823 | Poslední opera, kterou Rossini napsal v Itálii. |

## 1825–1849

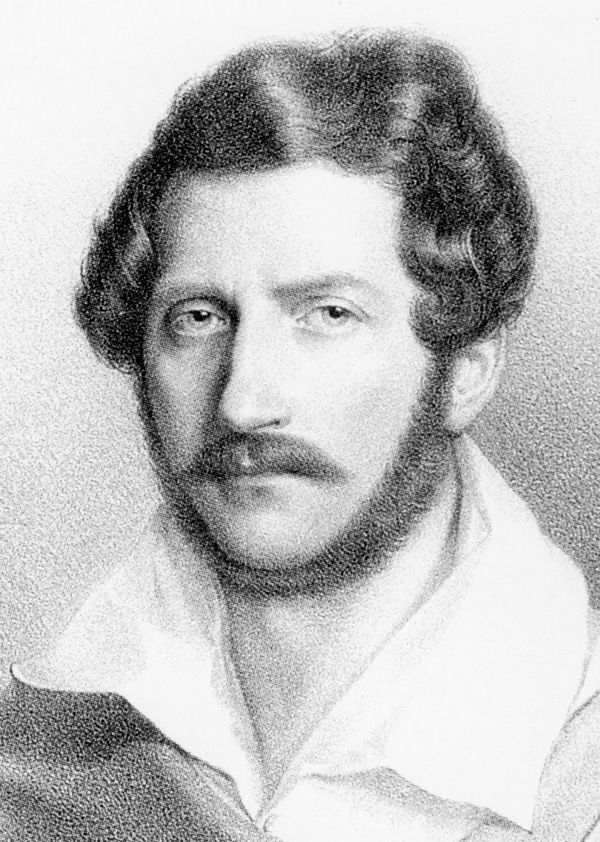
Gaetano Donizetti (lept, autor neznámý)

| Název opery                          | Jiné názvy                           | Autor hudby               | Rok  | Popis |
| ------------------------------------ | ------------------------------------ | ------------------------- | ---- | --- |
| Bílá paní                            | orig. La dame blanche                | François Adrien Boieldieu | 1825 | Boieldieuova nejúspěšnější opéra comique byla jednou z mnoha, které v 19. století inspirovaly romány Waltera Scotta. |
| Obléhání Korintu                     |                                      | Gioacchino Rossini        | 1826 | Rossini zde důkladně přepracoval své starší dílo Maometto II. a umístil děj do jiného prostředí. |
| Oberon                               |                                      | Carl Maria von Weber      | 1826 | Weberova poslední opera před předčasnou smrtí. |
| Pirát                                | Il pirata                            | Vincenzo Bellini          | 1827 | Belliniho druhá práce profesionální úrovně založila jeho mezinárodní pověst. |
| Vampýr                               |                                      | Heinrich Marschner        | 1828 | Marschner je hlavní spojnicí mezi Weberem a Wagnerem, jak ukazuje tato gotická opera. |
| Hrabě Ory                            | Le comte Ory                         | Gioacchino Rossini        | 1828 | Kritik 19. století Henry Chorley řekl: „V Hraběti Ory není jediná špatná melodie, není jediný ošklivý takt.“ |
| Cizinka                              | La straniera                         | Vincenzo Bellini          | 1829 | La straniera je mezi belcantovými operami výjimečná tím, že nabízí pozoruhodně málo příležitostí k pěvecké exhibici. |
| Vilém Tell                           | orig. Guillaume Tell                 | Gioacchino Rossini        | 1829 | Rossiniho poslední opera složená ve Francii je příběhem o svobodě zasazeným do Švýcarských Alp. Pomohla ustavit žánr francouzské grand opera.                                                                                  |
| Anna Bolena                          |                                      | Gaetano Donizetti         | 1830 | Donizettiho první úspěch na mezinárodní operní scéně výrazně pomohl založit jeho skladatelskou pověst. V současnosti uváděna ve Vídni a New Yorku; Anna Netrebko v hlavní roli.                                                |
| Fra Diavolo                          |                                      | Daniel Auber              | 1830 | Jedna z nejpopulárnějších komických oper 19. století. Auberův příběh neapolského bandity dokonce inspiroval jeden z filmů Laurela a Hardyho.                                                                                   |
| Kapuleti a Montekové                 | orig. I Capuleti e i Montecchi       | Vincenzo Bellini          | 1830 | Belliniho verze Shakespearovy hry Romeo a Julie. |
| Náměsíčná                            | orig. La sonnambula                  | Vincenzo Bellini          | 1831 | Concertato „D'un pensiero e d'un accento“ z finále prvního dějství později parodoval Arthur Sullivan v jednoaktovce Trial by Jury.                                                                                             |
| Norma                                |                                      | Vincenzo Bellini          | 1831 | Belliniho nejznámější dílo, vzor romantické opery. Závěrečné jednání je často zmiňováno pro originalitu orchestrace. Obsahuje slavnou árii Casta diva, kterou interpretovaly mj. Maria Callas a Renée Fleming.                 |
| Robert ďábel                         | orig. Robert le Diable               | Giacomo Meyerbeer         | 1831 | Meyerbeerova první grand opera určená pro Paříž. Vyvolala senzaci svým baletem mrtvých jeptišek. |
| Nápoj lásky                          | orig. L´elisir d'amore               | Gaetano Donizetti         | 1832 | Nejčastěji uváděná opera v Itálii mezi roky 1838 a 1848. Je stále velmi populární po celém světě. |
| Beatrice di Tenda                    |                                      | Vincenzo Bellini          | 1833 | Tragédie známá velkým počtem sborových čísel. |
| Hans Heiling                         |                                      | Heinrich Marschner        | 1833 | Další důležitá gotická hororová opera. |
| Lucrezia Borgia                      |                                      | Gaetano Donizetti         | 1833 | Patří mezi autorovy nejpopulárnější práce. V současnosti uváděna s Editou Gruberovou v hlavní roli. |
| Marie Stuartovna                     | orig. Maria Stuarda                  | Gaetano Donizetti         | 1834 | V 19. století tato opera propadla, od svého znovuuvedení roku 1958 se však na jevištích objevuje často. |
| Zakázaná láska                       | orig. Das Liebesverbot               | Richard Wagner            | 1835 | Rané Wagnerovo dílo volně založené na Shakespearově komedii Půjčka za oplátku. Skladatel se ho později zřekl. |
| Puritáni                             |                                      | Vincenzo Bellini          | 1835 | Drama zasazené do doby občanské války v Anglii je jednou z nejlepších skladatelových oper. |
| Židovka                              | orig. La Juive                       | Fromental Halévy          | 1835 | Grand opera soutěžila v popularitě s díly Giacomo Meyerbeera. Zvlášť slavná je tenorová árie Rachel Quand du Seigneur. |
| Lucie z Lammermooru                  | Lucia di Lammermoore                 | Gaetano Donizetti         | 1835 | Donizettiho nejznámější vážná opera se slavnou scénou šílené Lucie. |
| Život za cara                        |                                      | Michail Glinka            | 1836 | Tímto historickým dílem a později operou Ruslan a Ludmila Glinka založil tradici ruské národní opery. |
| Hugenoti                             | orig. Les Huguenots                  | Giacomo Meyerbeer         | 1836 | Asi nejslavnější z francouzských grands operas je považována za autorovo vrcholné dílo. |
| Roberto Devereux                     |                                      | Gaetano Donizetti         | 1837 | Donizetti psal tuto operu, aby zahnal smutek nad smrtí své ženy. Roli královny Alžběty I. vytváří dramaticky Edita Gruberová.                                                                                                  |
| Benvenuto Cellini                    |                                      | Hector Berlioz            | 1838 | Berliozova první opera klade takové nároky na virtuozitu, že i dnes je obtížné ji uvádět. |
| Oberto                               |                                      | Giuseppe Verdi            | 1839 | Verdiho první operou je toto melodrama. |
| Favoritka                            | orig. La favorite                    | Gaetano Donizetti         | 1840 | Donizettiho grand opera francouzského stylu. |
| Marie, dcera pluku                   | orig. La fille du régiment           | Gaetano Donizetti         | 1840 | Donizettiho pokus o francouzskou opéra comique. Obsahuje slavnou árii pro tenoristu s mnoha "vysokými c". V italštině La figlia del reggimento.                                                                                |
| Jeden den králem                     | orig. Un giorno di regno             | Giuseppe Verdi            | 1840 | Verdiho jediná komedie kromě jeho poslední opery, Falstaffa. |
| Pytlák                               | orig. Der Wildschütz                 | Albert Lortzing           | 1842 | Lortzingovo „komické veledílo“ mělo ukázat, že Němci dokáží konkurovat italské opera buffa a francouzské opéra comique. |
| Nabucco                              |                                      | Giuseppe Verdi            | 1842 | Verdi prohlásil, že tato opera představuje vlastní začátek jeho umělecké dráhy. |
| Rienzi                               |                                      | Richard Wagner            | 1842 | Wagnerův příspěvek k tradici grand opery. |
| Ruslan a Ludmila                     |                                      | Michail Glinka            | 1842 | Zpracování Puškinovy pohádky, jež mělo významný vliv na pozdější ruské skladatele. Opera byla v nové inscenaci uvedena u příležitosti znovuotevření Velkého divadla v Moskvě po jeho nákladné rekonstrukci začátkem roku 2012. |
| Bludný Holanďan                      | orig. Der fliegende Holländer        | Richard Wagner            | 1843 | Wagner považoval tuto populární romantickou operu za skutečný počátek své kariéry. |
| Don Pasquale                         |                                      | Gaetano Donizetti         | 1843 | Donizettiho „mistrovská komická opera“ je jedna z posledních velkých buffa oper. |
| Lombarďané na první křižácké výpravě | orig. I Lombardi alla prima crociata | Giuseppe Verdi            | 1843 | Verdiho pokračování Nabucca bylo jeho první operou uvedenou v Americe. |
| Ernani                               |                                      | Giuseppe Verdi            | 1844 | Jedno z nejdramatičtějších raných děl Verdiho. |
| Tannhäuser                           |                                      | Richard Wagner            | 1845 | Wagnerovo „nejvíce středověké dílo“ popisuje konflikt mezi pohanskou láskou a křesťanskou ctností. |
| Attila                               |                                      | Giuseppe Verdi            | 1846 | Verdiho při psaní této opery trápilo špatné zdraví a její premiéra nepřinesla velký úspěch. |
| Faustovo prokletí                    | orig. La damnation de Faust          | Hector Berlioz            | 1846 | Zklamán nemožností získat objednávku na operu, určil Berlioz tuto „dramatickou legendu“ pro koncertní provedení. V současnosti se hrává i na operních jevištích.                                                               |
| Macbeth                              |                                      | Giuseppe Verdi            | 1847 | Verdiho první zpracování shakespearovské látky. |
| Martha                               |                                      | Friedrich von Flotow      | 1847 | Flotow se touto svou nejlepší komickou a sentimentální operou snažil vyhovět lidovému vkusu. |
| Veselé paničky windsorské            |                                      | Otto Nicolai              | 1849 | Nicolaiova jediná německá opera je jeho nejtrvalejším úspěchem. |
| Prorok                               | orig. Le prophète                    | Giacomo Meyerbeer         | 1849 | Grand opera o životě náboženského fanatika Jana z Leidenu. |
| Luisa Millerová                      |                                      | Giuseppe Verdi            | 1849 | Verdiho fanoušci se domnívají, že toto dílo na námět Schillerovy „měšťanské tragédie“ nebývá hodnoceno náležitě vysoko. |

## 1850–1874

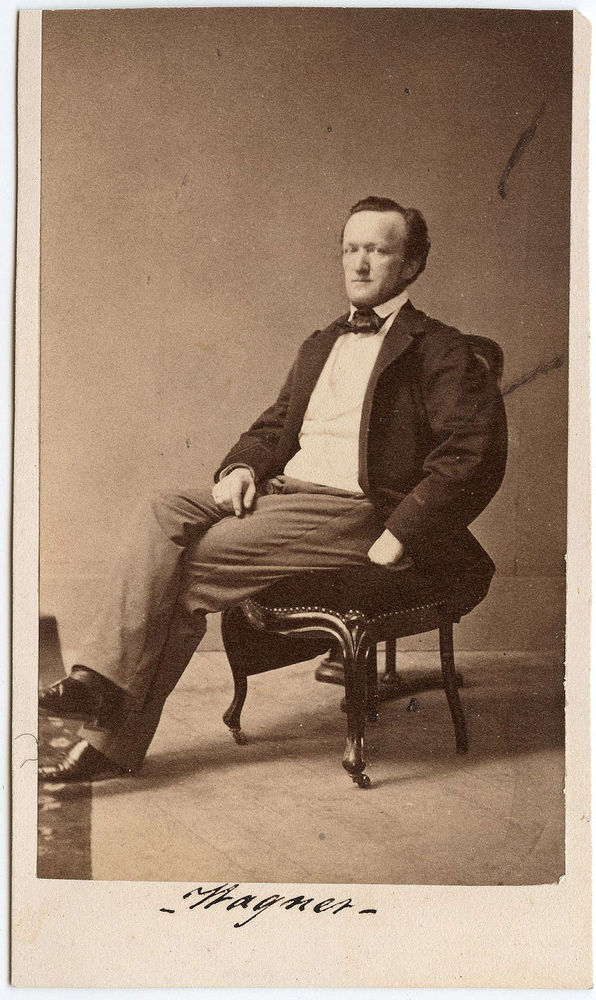
Richard Wagner

| Název opery              | Jiné názvy                           | Autor hudby                | Rok  | Popis |
| ------------------------ | ------------------------------------ | -------------------------- | ---- | --- |
| Genoveva                 |                                      | Robert Schumann            | 1850 | Schumannův jediný operní pokus nebyl příliš úspěšný, ale dílo má i své obdivovatele od Liszta až po Nikolause Harnoncourta. |
| Lohengrin                |                                      | Richard Wagner             | 1850 | Poslední dílo Wagnerova středního období. |
| Stiffelio                |                                      | Giuseppe Verdi             | 1850 | Verdiho příběh o cizoložství mezi členy americké protestantské sekty narážel na cenzuru. |
| Rigoletto                |                                      | Giuseppe Verdi             | 1851 | První a nejvíce inovativní ze tří vrcholných oper Verdiho středního období, jež se staly základem světového operního repertoáru. |
| Trubadúr                 | orig. Il Trovatore                   | Giuseppe Verdi             | 1853 | Romantické melodrama patří k autorovým nejmelodičtějším dílům. |
| La traviata              |                                      | Giuseppe Verdi             | 1853 | Role Violetty, „padlé ženy“ z názvu opery, je jednou z nejžádanějších sopránových rolí světového repertoáru. |
| Sicilské nešpory         | orig. Les Vêpres siciliennes         | Giuseppe Verdi             | 1855 | Opera silně ovlivněná Meyerbeerem. |
| Lazebník bagdádský       |                                      | Peter Cornelius            | 1858 | Orientální komedie v tradici německé komické opery. |
| Orfeus v podsvětí        |                                      | Jacques Offenbach          | 1858 | První opereta vůbec. Cynické a satirické představení je dodnes nesmírně populární. |
| Trójané                  |                                      | Hector Berlioz             | 1858 | Berliozova nejvýznamnější opera a vrchol francouzské klasické tradice. |
| Faust                    |                                      | Charles Gounod             | 1859 | Ze všech zhudebnění faustovské legendy je u publika nejoblíbenější Gounodovo, a zejména to platilo v 19. století. |
| Maškarní ples            | orig. Un ballo in maschera           | Giuseppe Verdi             | 1859 | V době, kdy psal Maškarní ples, byl Verdi už natolik bohatý, že si nepotřeboval vydělávat na živobytí. Opera měla potíže s cenzory, protože původně zpracovávala téma vraždy švédského panovníka. Proto byl děj přenesen do anglických kolonií na území dnešních USA. |
| Blažena a Beneš          | orig. Béatrice et Bénédict           | Hector Berlioz             | 1862 | Poslední Berliozova opera napsaná na motivy Shakespearovy hry Mnoho povyku pro nic je projevem skladatelova celoživotního obdivu k anglickému dramatikovi. |
| Síla osudu               | orig. La forza del destino           | Giuseppe Verdi             | 1862 | Tuto tragédii si objednalo petrohradské carské divadlo a Verdiho při práci možná ovlivnila ruská tradice. |
| Lovci perel              | orig. Les Pêcheurs de perles         | Georges Bizet              | 1863 | Premiéra Lovců perel nedopadla příliš úspěšně, dnes však jde o druhou nejprováděnější Bizetovu operu, známou zejména duetem tenoru a barytonu. |
| Krásná Helena            | orig. La belle Helène                | Jacques Offenbach          | 1864 | Další Offenbachova opereta si utahuje z řecké mytologie. |
| Mireille                 |                                      | Charles Gounod             | 1864 | Opera je založena na Mistralově epické básni a používá provensálské lidové nápěvy. |
| Afričanka                | orig. L´Africaine                    | Giacomo Meyerbeer          | 1865 | Meyerbeerova poslední grand opéra byla uvedena již po smrti skladatele. |
| Strašidelný zámek        | orig. Straszny dwór                  | Stanisław Moniuszko        | 1865 | Romantická opera s komediálními rysy a silným vlasteneckým podtextem. |
| Tristan a Isolda         | orig. Tristan und Isolde             | Richard Wagner             | 1865 | Tato romantická tragédie je Wagnerovým nejradikálnějším dílem a jedním z nejpřevratnějších děl hudební historie. „Tristanovský akord“ stojí na počátku rozkladu tradiční tonality ve vážné hudbě.                                                                     |
| Mignon                   |                                      | Ambroise Thomas            | 1866 | Lyrické dílo inspirované Goethovým románem Vilém Meister je spolu s Hamletem Thomasovou nejúspěšnější operou. |
| Prodaná nevěsta          |                                      | Bedřich Smetana            | 1866 | Lidová komedie Prodaná nevěsta je nejhranější ze Smetanových oper a uvádí se na mnoha světových scénách, bohužel s hrubými zásahy režisérů. |
| Don Carlos               |                                      | Giuseppe Verdi             | 1867 | Verdiho grand opera ve francouzském duchu je nyní jednou z jeho nejvíce ceněných prací. Existuje ovšem i italská verze. |
| Dívka z Perthu           | nebo Kráska z Perthu                 | Georges Bizet              | 1867 | Opéra comique, v níž Bizet zpracoval jeden z románů Waltera Scotta. |
| Romeo a Julie            | orig. Roméo et Juliette              | Charles Gounod             | 1867 | Gounodova verze Shakespearovy tragédie je jeho druhým nejznámějším dílem. |
| Dalibor                  |                                      | Bedřich Smetana            | 1868 | Jedna z nejúspěšnějších Smetanových oper zpracovává téma z české historie. |
| Mistři pěvci norimberští | orig. Die Meistersinger von Nürnberg | Richard Wagner             | 1868 | Wagnerova jediná komedie mezi operami zralého období se zabývá střetem mezi uměleckou tradicí a inovací. |
| Hamlet                   |                                      | Ambroise Thomas            | 1868 | Volné zpracování shakespearovské látky. |
| La Périchole             |                                      | Jacques Offenbach          | 1868 | Opereta zasazená do peruánského prostředí mísí komické a sentimentální prvky. |
| Mefistofeles             |                                      | Arrigo Boito               | 1868 | I když je Boito známější jako Verdiho libretista, byl sám také skladatelem a strávil mnoho let hudebním zpracováním mýtu o Faustovi. |
| Zlato Rýna               | orig. Das Rheingold                  | Richard Wagner             | 1869 | „Předvečer“ Wagnerova epického cyklu Prsten Nibelungův (Der Ring des Nibelungen) vypráví o vykování prstenu a kletbě na něj vložené. |
| Valkýra                  | orig. Die Walküre                    | Richard Wagner             | 1870 | Druhý díl Prstenu Nibelungova', příběh smrtelníků Siegmunda a Sieglindy a toho, jako valkýra Brunhilda neuposlechne svého otce Wotana, krále bohů. |
| Aida                     |                                      | Giuseppe Verdi             | 1871 | Proslulá opera byla objednána k oslavě otevření Suezského průplavu v Káhiře. |
| Boris Godunov            |                                      | Modest Petrovič Musorgskij | 1874 | Musorgského velké historické drama ukazuje pád Ruska do anarchie počátkem 17. století. |
| Netopýr                  | orig. Die Fledermaus                 | Johann Strauss             | 1874 | Pravděpodobně nejpopulárnější ze všech operet. |
| Dvě vdovy                |                                      | Bedřich Smetana            | 1874 | Další Smetanova komedie a jediná z jeho oper, která nemá námět z českého prostředí. |

## 1875–1899

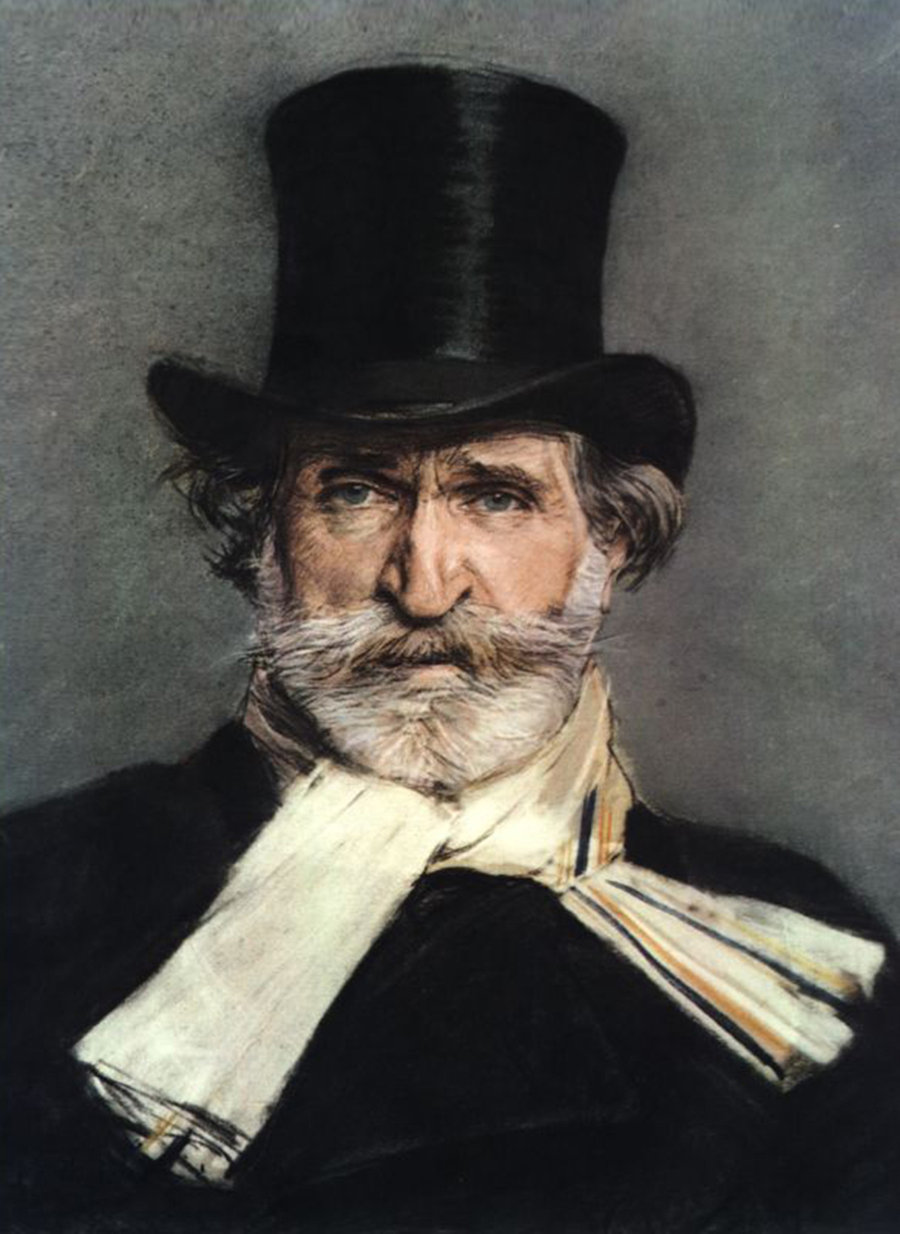
Giuseppe Verdi (Giovanni Boldini, 1886)

| Název opery           | Jiné názvy                  | Autor hudby                         | Rok  | Popis |
| --------------------- | --------------------------- | ----------------------------------- | ---- | --- |
| Carmen                |                             | Georges Bizet                       | 1875 | Asi nejslavnější francouzská opera vůbec. Premiéroví kritici byli šokováni její směsí romantiky a realismu. |
| Siegfried             |                             | Richard Wagner                      | 1876 | Třetí část Prstenu líčí, jak Siegfried přemohl draka Fafnera, získal prsten a osvobodil Brunhildu. |
| Soumrak bohů          | orig. Die Götterdämmerung   | Richard Wagner                      | 1876 | V závěru Wagnerova operního cyklu se uplatní prokletí prstenu, Siegfried a Brunhilda umírají a svět bohů zaniká. |
| La Gioconda           |                             | Amilcare Ponchielli                 | 1876 | Vedle Verdiho Aidy jediná italská grand opera, jež se udržela na mezinárodním repertoáru. |
| Hvězda                | orig. L'étoile              | Emmanuel Chabrier                   | 1877 | Komický kousek popsaný jako „kříženec Carmen s Gilbertem a Sullivanem, ve kterém je zamíchána spousta Offenbacha“.                                                                                                  |
| Samson a Dalila       |                             | Camille Saint-Saëns                 | 1877 | Wagnerem silně ovlivněná francouzská opera. |
| Evžen Oněgin          |                             | Petr Iljič Čajkovskij               | 1879 | Nejpopulárnější Čajkovského opera založená na Puškinově románu ve verších. Skladatel se silně ztotožňoval s hrdinkou Taťánou.                                                                                       |
| Herodiada             | orig. L´Hérodiade           | Jules Massenet                      | 1881 | Toto zpracování biblického příběhu Salomé bylo zastíněno operou Richarda Strausse na stejné téma. |
| Hoffmannovy povídky   | orig. Les contes d'Hoffmann | Jacques Offenbach                   | 1881 | Offenbachovo vážnější dílo zůstalo po jeho smrti nedokončeno. Je to jeho druhá opera, dnes velmi často uváděná. Je populární v Německu, kde se odehrává děj, líčící fantastické zážitky básníka E. T. A. Hoffmanna. |
| Simon Boccanegra      |                             | Giuseppe Verdi                      | 1881 | Verdi tuto operu dvacet let po prvním uvedení zásadně přepracoval. |
| Parsifal              |                             | Richard Wagner                      | 1882 | Poslední Wagnerova opera je „slavnostní hrou“ na motivy legendy o Svatém grálu. |
| Sněhurka              | nebo Jarní pohádka          | Nikolaj Andrejevič Rimskij-Korsakov | 1882 | Jedno ze skladatelových nejlyričtějších děl. |
| Lakmé                 |                             | Léo Delibes                         | 1883 | Opéra comique zasazená do indického prostředí se slavným Jasmínovým duetem a koloraturní Zvonkovou árií. |
| Le Villi              |                             | Giacomo Puccini                     | 1884 | Raná Pucciniho opera se spoustou baletních čísel. |
| Manon                 |                             | Jules Massenet                      | 1884 | Jedna z Massenetových nejpopulárnějších oper. Uvádí se možná častěji než dílo Giacoma Pucciniho na stejný námět z roku 1893.                                                                                        |
| Cikánský baron        | orig. Der Zigeunerbaron     | Johann Strauss                      | 1885 | Záměrem této temperamentní operety bylo přispět ke zlepšení vztahů mezi Rakušany a Maďary v habsburské dvojříši po tzv. narovnání.                                                                                  |
| Chovanština           |                             | Modest Musorgskij                   | 1886 | Dokončit druhý velký epos z ruské historie již Musorgskij před smrtí nestihl. |
| Králem proti své vůli |                             | Emmanuel Chabrier                   | 1887 | Ravel prohlásil, že by raději byl autorem této komické opery než Wagnerova Prstenu Nibelungova; zápletka Chabrierova díla je však proslulá svou zmateností.                                                         |
| Otello                |                             | Giuseppe Verdi                      | 1887 | První veledílo Verdiho posledního tvůrčího období bylo vytvořeno na mimořádně kvalitní Boitovo libreto. |
| Král z Ys             | orig. Le roi d'Ys           | Édouard Lalo                        | 1888 | Bretaňská pohádka zhudebněná pod silným Wagnerovým vlivem. |
| Sedlák kavalír        | orig. Cavalleria rusticana  | Pietro Mascagni                     | 1890 | Celosvětově oblíbená jednoaktovka bývá často uváděna spolu s Leoncavallovou operou Komedianti. |
| Kníže Igor            |                             | Alexandr Borodin                    | 1890 | Borodin na této opeře pracoval 17 let a nikdy ji zcela nedokončil. Nejslavnějším číslem jsou Polovecké tance. |
| Piková dáma           |                             | Petr Iljič Čajkovskij               | 1890 | V dopise svému bratrovi a libretistovi sám autor napsal „tato opera je mistrovské dílo“. |
| Přítel Fritz          | orig. L´amico Fritz         | Pietro Mascagni                     | 1891 | Označuje se jako pozdní příklad typu opera semiseria. |
| Jolanta               |                             | Petr Iljič Čajkovskij               | 1892 | Čajkovského poslední opera, lyrické dílo na libreto jeho bratra Modesta. |
| La Wally              |                             | Alfredo Catalani                    | 1892 | Opera je obvykle považována za Catalaniho vrcholné dílo. |
| Komedianti            | orig. Pagliacci             | Ruggero Leoncavallo                 | 1892 | Jedna z nejslavnějších veristických oper. Jako jednoaktovka se obvykle uvádí spolu s Mascagniho Sedlákem kavalírem. Obsahuje slavnou árii Vesti la giubba                                                           |
| Werther               |                             | Jules Massenet                      | 1892 | Vedle Manon Massenetova nejpopulárnější opera. Předlohu dodal Johann Wolfgang Goethe svým prvním úspěšným dílem Utrpení mladého Werthera.                                                                           |
| Falstaff              |                             | Giuseppe Verdi                      | 1893 | Verdiho poslední opera na další z Boitových vynikajících libret. |
| Perníková chaloupka   | orig. Hänsel und Gretel     | Engelbert Humperdinck               | 1893 | Známou pohádku Humperdinck zpracoval v plném wagnerovském stylu. |
| Manon Lescaut         |                             | Giacomo Puccini                     | 1893 | Úspěch Manon Lescaut etabloval pověst Pucciniho jako vedoucího soudobého skladatele oper. |
| Thaïs                 |                             | Jules Massenet                      | 1894 | Opera obsahuje slavnou mezihru Meditace. Byla nedávno přenášena z Metropolitní opery do mnoha kin i v Evropě, s Renée Fleming v hlavní roli.                                                                        |
| Andrea Chénier        |                             | Umberto Giordano                    | 1896 | Veristické drama, jehož libreto napsal Luigi Illica, je Giordanovou nejpopulárnější operou. Námět je založen na tragickém osudu básníka André Chéniera v době Francouzské revoluce.                                 |
| Bohéma                | orig. La Bohème             | Giacomo Puccini                     | 1896 | Claude Debussy prý po zhlédnutí Bohémy řekl, že nikdo jiný nevystihl Paříž té doby lépe než Puccini. |
| Královské děti        |                             | Engelbert Humperdinck               | 1897 | Původně melodrama spojující písně a mluvený dialog. Autor dílo přepracoval v roce 1907 do podoby skutečné opery. |
| Fedora                |                             | Umberto Giordano                    | 1898 | Giordanova druhá nejpopulárnější opera. |
| Sadko                 |                             | Nikolaj Andrejevič Rimskij-Korsakov | 1898 | Píseň indického kupce z této opery se v Rusku těšila nesmírné oblibě. |
| Popelka               | orig. Cendrillon            | Jules Massenet                      | 1899 | Opera dosáhla obrovského úspěchu hned po prvním uvedení a jen v roce 1899 se hrálo padesát repríz. |
| Čert a Káča           |                             | Antonín Dvořák                      | 1899 | U českých komických oper je nepřítomnost milostné zápletky výjimkou. |

## 1900–1924

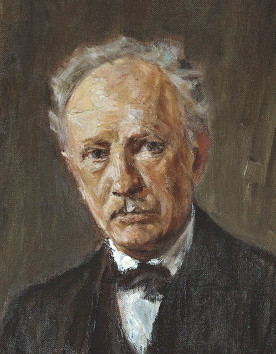
Richard Strauss

| Název opery                                         | Jiné názvy                        | Autor hudby                         | Rok  | Popis |
| --------------------------------------------------- | --------------------------------- | ----------------------------------- | ---- | --- |
| Bylo nebylo...                                      | orig. Es war einmal…              | Alexander von Zemlinsky             | 1900 | Zemlinského pozdně romantická opera na motivy pohádkové hry Der var engang dánského autora Holgera Drachmanna |
| Louise                                              |                                   | Gustave Charpentier                 | 1900 | Opera zasazená do pařížské dělnické čtvrti je pokusem vytvořit francouzskou obdobu italského verismu. |
| Tosca                                               |                                   | Giacomo Puccini                     | 1900 | Nejwagnerovštější Pucciniho opera často používá leitmotiv. |
| Rusalka                                             |                                   | Antonín Dvořák                      | 1901 | Mezinárodně nejúspěšnější Dvořákova opera je založena na pohádkovém příběhu. |
| Adriana Lecouvreur                                  |                                   | Francesco Cilea                     | 1902 | Jedna ze dvou Cileových oper objevujících se dnes na mezinárodní operní scéně, ale zato často. Při premiéře zářil v hlavní mužské roli Enrico Caruso, stejně jako předtím v druhé známé Cileově opeře L'arlesiana (1898). Posledně byli vynikajícími interprety Angela Gheorghiu jako Adriana a Jonas Kaufmann jako Mořic hrabě ze Saska. |
| Pelleas a Melisanda                                 |                                   | Claude Debussy                      | 1902 | Debussyho symbolistické drama patří k nejvýznamnějším operám 20. století. |
| Saul a David                                        |                                   | Carl Nielsen                        | 1902 | Biblická tragédie je první ze dvou Nielsenových oper. |
| Její pastorkyňa                                     | V překladech bývá nazývána Jenůfa | Leoš Janáček                        | 1904 | Janáčkův první velký úspěch, naturalistický obraz venkovského života. |
| Madam Butterfly                                     | orig. Madama Butterfly            | Giacomo Puccini                     | 1904 | Premiéra této dnes velmi populární Pucciniho opery dopadla katastrofálně a autor byl dokonce obviněn z plagiátorství. |
| Veselá vdova                                        | orig. Die lustige Witwe           | Franz Lehár                         | 1905 | Jedna z nejslavnějších vídeňských operet. |
| Salome                                              |                                   | Richard Strauss                     | 1905 | Úspěšná premiéra vyvolala skandál, Straussova „dekadentní“ opera je velmi populární i dnes. |
| Maškaráda                                           |                                   | Carl Nielsen                        | 1906 | Duchaplná komedie se ohlíží do dob Figarovy svatby a v Nielsenově rodném Dánsku je považována za klasickou. |
| Romeo a Julie na vsi                                | orig. A Village Romeo and Juliet  | Frederick Delius                    | 1907 | Tragédie nešťastné lásky se odehrává ve Švýcarsku; nejslavnějším hudebním číslem této opery je „Procházka rajskou zahradou“. |
| Ariana a Modrovous                                  |                                   | Paul Dukas                          | 1907 | Dukasova jediná opera, stejně jako Debussyho Pelleas a Melisanda symbolistické drama založené na Maeterlinckově textu. |
| Pověst o neviditelném městě Kitěži a panně Fevronii |                                   | Nikolaj Andrejevič Rimskij-Korsakov | 1907 | Mystické převyprávění staré národní legendy. Někdy se označuje jako ruský Parsifal. |
| Osud                                                |                                   | Leoš Janáček                        | 1907 | Důležité dílo z doby, kdy se Janáček jako skladatel snažil překročit meze tradičních témat české opery. |
| Elektra                                             |                                   | Richard Strauss                     | 1909 | Temná tragédie, která přivedla Straussovu hudbu na práh atonality. První skladatelova práce na libreto jeho dlouholetého spolupracovníka Hugo von Hofmannsthala. |
| Zuzančino tajemství                                 | orig. Il segreto di Susanna       | Ermanno Wolf-Ferrari                | 1909 | Komické intermezzo. Zuzančiným tajemstvím je, že kouří. |
| Zlatý kohoutek                                      |                                   | Nikolaj Andrejevič Rimskij-Korsakov | 1909 | Často považován za skladatelovu nejlepší operu. Satira na vojenskou neschopnost přivedla Rimského-Korsakova do potíží s cenzory po ruské porážce ve válce proti Japonsku. |
| Don Quijote                                         |                                   | Jules Massenet                      | 1910 | Massenetův poslední velký úspěch je jemná komedie inspirovaná Cervantesovým románem. |
| Děvče ze Západu                                     |                                   | Giacomo Puccini                     | 1910 | Skladatel považoval tuto operu, do češtiny dříve překládanou jako Děvče ze zlatého Západu, za své nejlepší dílo. |
| Růžový kavalír                                      | orig. Der Rosenkavalier           | Richard Strauss                     | 1911 | Nejslavnější dílo dvojice Strauss a Hofmannsthal je komedie z prostředí Vídně 18. století. |
| Španělská hodinka                                   | orig. L´heure espagnole           | Maurice Ravel                       | 1911 | Ravelova první opera je ložnicová fraška zasazená do španělského prostředí. |
| Ariadna na Naxu                                     | orig. Ariadne auf Naxos           | Richard Strauss                     | 1912 | Směs komedie a tragédie s vloženou operou v opeře. |
| Vzdálený zvuk                                       | orig. Der ferne Klang             | Franz Schreker                      | 1912 | Úspěch díla založil Schrekerovu reputaci operního skladatele. |
| Krátký život                                        |                                   | Manuel de Falla                     | 1913 | Vášnivé španělské drama ovlivněné verismem. |
| Slavík                                              |                                   | Igor Stravinskij                    | 1914 | V době psaní této krátké opery se Stravinského styl rychle měnil. Skladatel se vymaňoval z vlivu svého učitele Rimského-Korsakova a mířil k radikální moderně Svěcení jara. |
| Savitri                                             |                                   | Gustav Holst                        | 1916 | Holstův zájem o hinduismus stojí za volbou námětu z Mahábháraty. |
| Harlekýn                                            | orig. Arlecchino                  | Ferruccio Busoni                    | 1917 | Busoni v této jednoaktovce čerpal z tradic italské commedia dell'arte. |
| Florentinská tragédie                               |                                   | Alexander von Zemlinsky             | 1917 | Zemlinského „dekadentní“ jednoaktovka je založena na krátké hře Oscara Wilda. |
| Vlaštovka                                           | orig. La rondine                  | Giacomo Puccini                     | 1917 | Opera neměla okamžitý úspěch a Puccini ji dvakrát přepracoval. |
| Palestrina                                          |                                   | Hans Pfitzner                       | 1917 | Wagnerovské drama o střetu mezi hudební tradicí a inovací. |
| Modrovousův hrad                                    |                                   | Béla Bartók                         | 1918 | Bartókova jediná opera je silné psychologické drama a patří k jeho nejvýznamnějším dílům. |
| Plášť                                               | orig. Il tabarro                  | Giacomo Puccini                     | 1918 | První část Pucciniho Triptychu, kam patří ještě Gianni Schicchi a Sestra Angelika |
| Sestra Angelika                                     | orig. Suor Angelica               | Giacomo Puccini                     | 1918 | Ze tří oper Triptychu měl autor tento tragický příběh svobodné matky šlechtického původu donucené žít v klášteře nejraději. |
| Gianni Schicchi                                     |                                   | Giacomo Puccini                     | 1918 | Veselá jednoaktovka založená na tématu z Dantova Pekla. |
| Žena beze stínu                                     | orig. Die Frau ohne Schatten      | Richard Strauss                     | 1919 | Třetí spolupráce Strausse a libretisty Hofmannsthala. Opera zrála šest let a další dva roky trvalo, než došlo k premiéře. |
| Mrtvé město                                         | orig. Die tote Stadt              | Erich Wolfgang Korngold             | 1920 | Nejuznávanější jevištní dílo Ericha Wolfganga Korngolda, narozeného v Brně. |
| Výlety pana Broučka                                 |                                   | Leoš Janáček                        | 1920 | Komická fantasie umístěná na Měsíc a do Čech 15. století. |
| Káťa Kabanová                                       |                                   | Leoš Janáček                        | 1921 | První velká opera Janáčkovy pozdní zralosti je založena na Ostrovského hře o náboženském fanatismu a zakázané lásce na ruském venkově. |
| Láska ke třem pomerančům                            |                                   | Sergej Prokofjev                    | 1921 | Komická opera založená na Gozziho pohádce. |
| Trpaslík                                            | orig. Der Zwerg                   | Alexander von Zemlinsky             | 1922 | Další krátká Zemlinského opera inspirovaná dílem Oscara Wilda. Skladatel se osobně identifikoval s titulní rolí trpaslíka. |
| Očekávání                                           |                                   | Arnold Schoenberg                   | 1924 | Výrazně atonální monodrama. |
| Intermezzo                                          |                                   | Richard Strauss                     | 1924 | Lehké dílko operetního charakteru založené na zážitku ze skladatelova vlastního manželství. |
| Příhody lišky Bystroušky                            |                                   | Leoš Janáček                        | 1924 | Jedna z Janáčkových nejpopulárnějších oper. Těsnohlídkovo libreto bylo inspirováno kresbami zvířat malíře Stanislava Lolka, které vycházely na pokračování v Lidových novinách. |

## 1925–1949

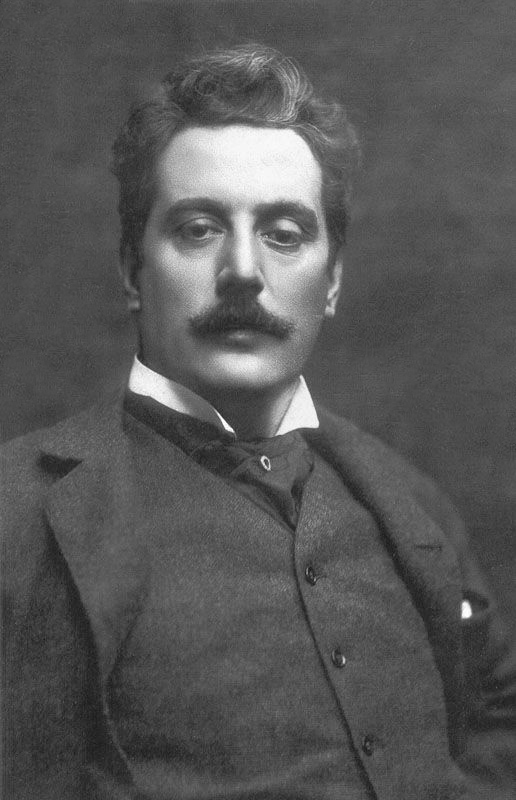
Giacomo Puccini

| Název opery                   | Jiné názvy                        | Autor hudby                 | Rok       | Popis |
| ----------------------------- | --------------------------------- | --------------------------- | --------- | --- |
| Doktor Faust                  |                                   | Ferruccio Busoni            | 1925      | Busoni chtěl, aby tato opera byla vyvrcholením jeho díla, ale zemřel dříve, než ji mohl dokončit.                                                               |
| Dítě a kouzla                 |                                   | Maurice Ravel               | 1925      | Pohádková opera, původně pojatá jako balet. |
| Vojcek                        |                                   | Alban Berg                  | 1925      | Jedna z klíčových oper 20. století. Je založená na výrazně antiheroické zápletce a Berg v ní spojuje atonální kompoziční techniky s tradičnějším přístupem.     |
| Cardillac                     |                                   | Paul Hindemith              | 1926      | Neoklasická opera o psychopatickém klenotníkovi. |
| Háry János                    |                                   | Zoltán Kodály               | 1926      | Singspiel obsahující mnoho maďarských lidových písní a tanců.                                                                                                   |
| Král Roger                    |                                   | Karol Szymanowski           | 1926      | Jedna z nejvýznamnějších polských oper plná orientálních harmonií.                                                                                              |
| Věc Makropulos                |                                   | Leoš Janáček                | 1926      | Poslední Janáčkova opera, jejíž premiéru ještě autor zažil. |
| Turandot                      |                                   | Giacomo Puccini             | 1926      | Pucciniho poslední nedokončená opera. |
| Oedipus Rex                   |                                   | Igor Fjodorovič Stravinskij | 1927      | Spojení opery a oratoria na latinské libreto Jeana Cocteaua. |
| Jonny vyhrává                 |                                   | Ernst Křenek                | 1927      | Ve své době mimořádně úspěšná „jazzová opera“. |
| Žebrácká opera                | nebo Třígrošová opera             | Kurt Weill                  | 1928      | Moderní adaptace Gayovy hry. |
| Nos                           |                                   | Dmitrij Šostakovič          | 1929      | Groteskní satira založená na Gogolově povídce. |
| Vzestup a pád města Mahagonny |                                   | Kurt Weill                  | 1930      | Opera vznikala za velkých obtíží působených spory mezi skladatelem a jeho libretistou Bertoltem Brechtem.                                                       |
| Lady Macbeth Mcenského újezdu | orig. Леди Макбет Мценского уезда | Dmitrij Šostakovič          | 1930      | Opera založená na stejnojmenném dramatu Nikolaje Semjonoviče Leskova.                                                                                           |
| Z mrtvého domu                |                                   | Leoš Janáček                | 1930      | Poslední Janáčkova opera, inspirovaná Dostojevského líčením života v ruském trestaneckém táboře.                                                                |
| Mojžíš a Áron                 |                                   | Arnold Schönberg            | 1932      | Autor toto dílo nikdy nedokončil a premiérováno bylo až po jeho smrti. Schönberg zde často používá seriální techniky.                                           |
| Arabella                      |                                   | Richard Strauss             | 1933      | Poslední Straussova opera na Hofmannsthalovo libreto. |
| Lady Macbeth Mcenského újezdu |                                   | Dmitrij Šostakovič          | 1934      | Útok na hudební zpracování i námět této opery, vedený sovětským vládním deníkem Pravda, způsobil, že toto dílo se stalo poslední Šostakovičovou operou.         |
| Mlčenlivá žena                |                                   | Richard Strauss             | 1935      | Komická opera založená na hře Bena Jonsona. |
| Porgy a Bess                  |                                   | George Gershwin             | 1935      | Zpočátku kasovní propadák, ale nastudování z roku 1941, které recitativy nahradilo mluvenými dialogy bylo úspěšné.                                              |
| Lulu                          |                                   | Alban Berg                  | 1937      | Bergova druhá opera zůstala po jeho smrti nedokončena. Friedrich Cerha ji později dopsal a tato verze byla s úspěchem uvedena roku 1979.                        |
| Riders to the Sea             |                                   | Ralph Vaughan Williams      | 1937      | Tato krátká fatalistická tragédie z irského prostředí je často považována za autorovu nejlepší operu.                                                           |
| Daphne                        |                                   | Richard Strauss             | 1938      | Mytologická opera s lyrickou, pastorální hudbou. |
| Julietta                      |                                   | Bohuslav Martinů            | 1938      | Snové dílo zasazené do města, kde lidé ztratili paměť, je „mistrovským operním dílem Martinů“.                                                                  |
| Malíř Mathis                  |                                   | Paul Hindemith              | 1938      | Hindemithova vrcholná opera je podobenství o umělci přežívajícím v těžké době a odráží umělcovu vlastní zkušenost ze života pod nacistickým režimem.            |
| Paul Bunyan                   |                                   | Benjamin Britten            | 1941      | Brittenův první operní pokus je dílko o životě amerického národního hrdiny na libreto W. H. Audena.                                                             |
| Capriccio                     |                                   | Richard Strauss             | 1942      | Poslední Straussova opera je konverzační kus pojednávající o samotném operním žánru.                                                                            |
| Brundibár                     |                                   | Hans Krása                  | 1942/1943 | Dětská opera Hanse Krásy o dvou jednáních na libreto Adolfa Hoffmeistera. Existují dvě verze díla: pražská a terezínská. Liší se především obsazením orchestru. |
| Císař z Atlantidy             |                                   | Viktor Ullmann              | 1943      | Napsán v terezínském ghettu a poprvé uveden až roku 1975. Skladatel i libretista zemřeli v Osvětimi.                                                            |
| Peter Grimes                  |                                   | Benjamin Britten            | 1945      | Vstup Benjamina Brittena na mezinárodní hudební scénu a zároveň důležitý bod dějin britské opery.                                                               |
| Vojna a mír                   |                                   | Sergej Prokofjev            | 1945      | Epické dílo založené na Tolstého románu, Prokofjev se jím vrátil k tradici ruské historické opery.                                                              |
| Zásnuby v klášteře            |                                   | Sergej Prokofjev            | 1946      | Romantická komedie, jejíž hudba se inspiruje rossiniovským stylem opera buffa.                                                                                  |
| Medium                        |                                   | Gian Carlo Menotti          | 1946      | Často se považuje za Menottiho nejlepší kompozici. |
| Zneuctění Lukrécie            |                                   | Benjamin Britten            | 1946      | Brittenova první komorní opera. |
| Albert Herring                |                                   | Benjamin Britten            | 1947      | Komická opera s mnoha sborovými čísly. |
| Dantonova smrt                |                                   | Gottfried von Einem         | 1947      | Zhuštěná adaptace Büchnerovy hry z doby hrůzovlády během Francouzské revoluce.                                                                                  |
| Prsy Tirésiovy                |                                   | Francis Poulenc             | 1947      | Poulencova první opera je krátká surrealistická komedie založená na hře Guillauma Apollinaira.                                                                  |
| Telefon aneb Láska ve třech   |                                   | Gian Carlo Menotti          | 1947      | Opera buffa o délce pouhých 22 minut. |
| Vězeň                         | orig. Il prigioniero              | Luigi Dallapiccola          | 1949      | Většina hudby této opery je založena na třech řadách dvanácti tónů, které reprezentují pro tuto operu klíčová témata modlitby, naděje a svobody.                |

## Po roce 1950

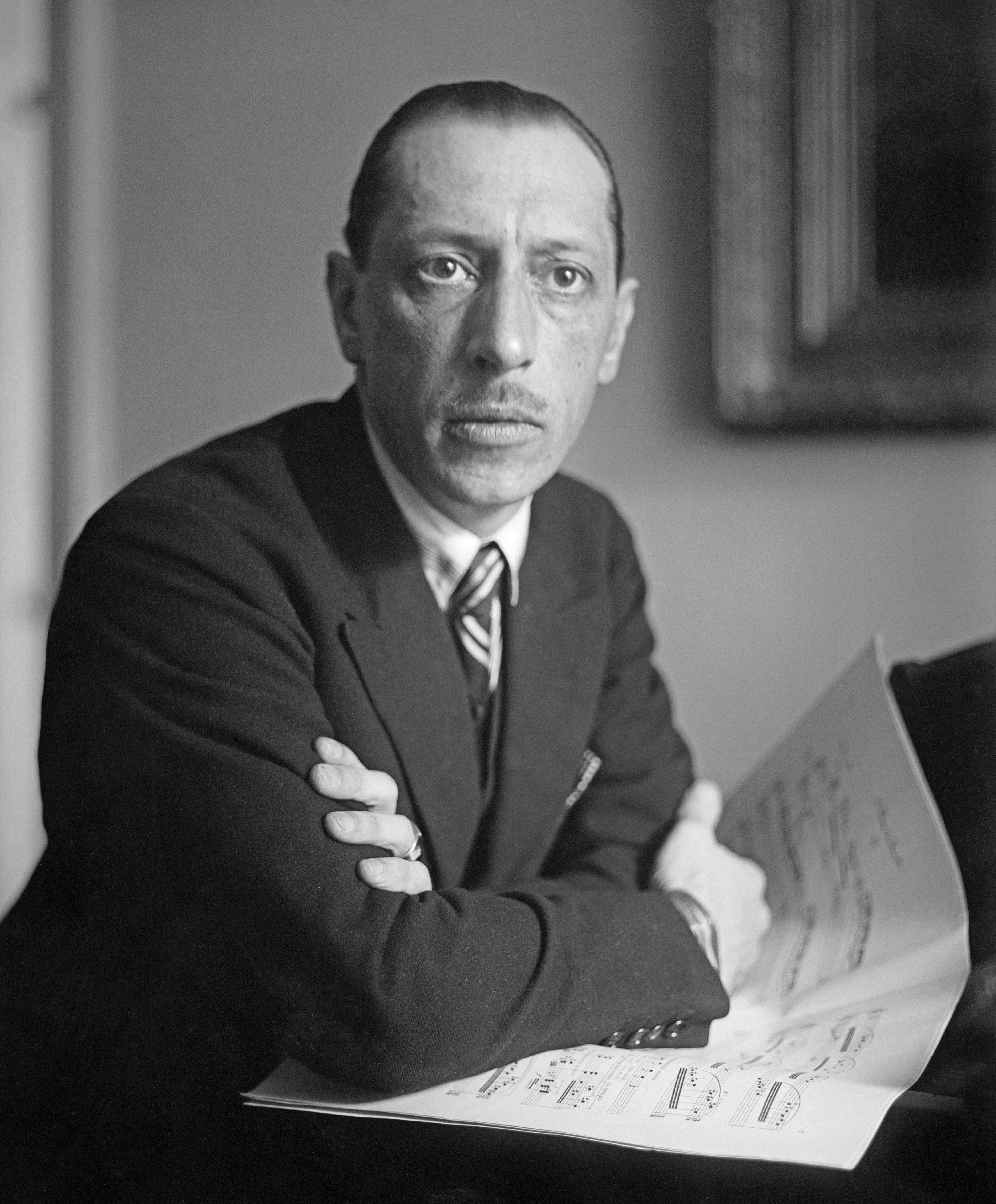
Igor Stravinskij

| Název opery               | Jiné názvy                           | Autor hudby            | Rok  | Popis |
| ------------------------- | ------------------------------------ | ---------------------- | ---- | --- |
| Konzul                    |                                      | Gian Carlo Menotti     | 1950 | Některé části této opery patří k tomu nejdisonantnějšímu, co Menotti kdy napsal. |
| Amahl a noční návštěvníci |                                      | Gian Carlo Menotti     | 1951 | Tento vánoční příběh je první operou napsanou přímo pro televizi. |
| Billy Budd                |                                      | Benjamin Britten       | 1951 | Zápletka této grandiózní opery je založena na Melvillově námětu. |
| Život prostopášníka       |                                      | Igor Stravinskij       | 1951 | Stravinského nejvýznamnější operní dílo se hudebně ohlíží k Mozartovi a jeho libreto W. H. Auden napsal na základě dojmů z Hogarthových rytin.                                          |
| Boulevard Solitude        |                                      | Hans Werner Henze      | 1952 | Henzeho první opera obvyklé délky aktualizuje příběh Manon Lescaut, jež byl již předtím zdrojem významných oper Masseneta and Pucciniho.                                                |
| Ohnivý anděl              |                                      | Sergej Prokofjev       | 1954 | Prokofjev nikdy nespatřil na jevišti tuto operu, často považovanou za jeho nejavantgardnější kompozici.                                                                                 |
| Pod koly osudu            | orig. The Turn of the Screw          | Benjamin Britten       | 1954 | Komorní opera založená na duchařském příběhu Henryho Jamese. Je pozoruhodná zhuštěným podáním zápletky a aktivní rolí orchestru.                                                        |
| Candide                   |                                      | Leonard Bernstein      | 1956 | Opereta inspirovaná Voltairem obsahuje sopránovou árii „Glitter and Be Gay“, parodii na písně o klenotech z doby romantismu.                                                            |
| Dialogy karmelitek        |                                      | Francis Poulenc        | 1957 | Poulencova velká opera se odehrává v konventu ženského kláštera během Francouzské revoluce.                                                                                             |
| Vanessa                   |                                      | Samuel Barber          | 1958 | Vanessa získala skladateli Pulitzerovu cenu za rok 1958. |
| Lidský hlas               |                                      | Francis Poulenc        | 1959 | Krátká opera s jedinou postavou: zoufalou ženu, která telefonicky mluví se svým milencem.                                                                                               |
| Sen noci svatojánské      |                                      | Benjamin Britten       | 1960 | Britten toto dílo vytvořil na libreto, jež podle Shakespearovy hry napsal spolu se svým životním partnerem Peterem Pearsem. Je výjimečné tím, že hlavní mužskou roli zpívá kontratenor. |
| Elegie za mladé milence   |                                      | Hans Werner Henze      | 1961 | Henze své libretisty, jimiž byli W. H. Auden a Chester Kallman, požádal o podklad, který by ho inspiroval psát „něžné krásné hlasy“.                                                    |
| Řeka Sumida               | orig. Curlew River                   | Benjamin Britten       | 1964 | Moderní liturgická opera určená k provádění v církevním prostředí. |
| Mladý lord                | orig. Der junge Lord                 | Hans Werner Henze      | 1965 | Poslední kompozice vzniklá během autorova pobytu v Itálii se považuje za nejitalštější z jeho dramatických děl.                                                                         |
| Vojáci                    | orig. Die Soldaten                   | Bernd Alois Zimmermann | 1965 | První verze Vojáků byla operou v Kolíně nad Rýnem odmítnuta jako neproveditelná na jejím jevišti. Zimmermann musel redukovat obsazení orchestru i některé technické požadavky.          |
| Bassaridové               | orig. Die Bassariden                 | Hans Werner Henze      | 1966 | Opera na libreto napsané Audenem a Kallmanem, kteří požadovali, aby si skladatel poslechl Soumrak bohů než se pustí do komponování.                                                     |
| Medvěd                    | orig. The Bear                       | William Walton         | 1967 | Libreto této výstřední opery je založeno na Čechovovi. |
| Marnotratný syn           | orig. The Prodigal Son               | Benjamin Britten       | 1968 | Třetí Brittenovo podobenství určené pro kostel. |
| Ďáblové z Loudunu         |                                      | Krzysztof Penderecki   | 1969 | Pendereckého první opera je zároveň jeho nejpopulárnější. |
| Owen Wingrave             |                                      | Benjamin Britten       | 1971 | Protiválečná opera napsaná pro televizi BBC. |
| Smrt v Benátkách          |                                      | Benjamin Britten       | 1973 | Brittenova poslední opera měla premiéru tři roky před jeho smrtí. |
| Einstein na pláži         | Einstein on the Beach                | Philip Glass           | 1976 | Minimalistická opera Philipa Glasse |
| Le Grand Macabre          |                                      | György Ligeti          | 1978 | Premiéra byla ve Stockholmu roku 1978, Ligeti však operu důkladně revidoval roku 1996.                                                                                                  |
| Lear                      |                                      | Aribert Reimann        | 1978 | Expresionistická opera založená na Shakespearově tragédii. Titulní role byla napsána pro slavného barytona Dietricha Fischera-Dieskau.                                                  |
| The Lighthouse            |                                      | Peter Maxwell Davies   | 1980 | Daviesova druhá komorní opera byla vytvořena na skladatelovo vlastní libreto. |
| Svatý František z Assisi  |                                      | Olivier Messiaen       | 1983 | Provedení této opery vyžaduje orchestr o 120 hráčích a velký sbor. |
| Král poslouchá            | orig. Un re in ascolto               | Luciano Berio          | 1984 | Skladatel libreto sestavil z různých textů tří autorů. |
| Nixon v Číně              | orig. Nixon in China                 | John Adams             | 1987 | Minimalistická „novinářská opera“ vypráví o Nixonově setkání s Mao Ce-tungem roku 1972.                                                                                                 |
| Pád domu Usherů           | orig. The Fall of the House of Usher | Philip Glass           | 1988 | Komorní opera Philipa Glasse na základě stejnojmenné hororové povídky Edgara Allana Poea.                                                                                               |

## Podklady ksestavení seznamu
Seznam byl sestaven na základě devíti jiných seznamů významných oper, vytvořených uznávanými autory, z nichž byla vybrána ta díla, která se objevila alespoň v pěti z těchto zdrojových seznamů (tedy na většině z nich). Protože všechny uvedené seznamy pocházejí od anglicky mluvících autorů, zachycují zároveň anglický národní repertoár; z toho důvodu byla dále vyloučena díla anglických a amerických autorů, která nebyla podle databáze Operabase.com od roku 2006 do poloviny roku 2008 ani jednou nastudována mimo anglicky mluvící země. Hledání v databázi bylo provedeno 25. července 2008. Použité zdrojové seznamy jsou:
1. ANDERSON, Keith. A-Z of Opera [online]. Naxos, 2000. Dostupné v archivu pořízeném dne 2009-12-13.
2. The Standard Repertoire of Grand Opera 1607–1969, seznam v knize Normana Daviese Europe: a History (OUP, 1996; paperback edition Pimlico, 1997) ISBN 0-7126-6633-8.
3. Opery v chronologii Mary Ann Smart v knize The Oxford Illustrated History of Opera (OUP, 1994) ISBN 0-19-816282-0.
4. Opery s hesly v The New Kobbe's Opera Book, ed. Lord Harewood (Putnam, 9th ed., 1997) ISBN 0-370-10020-4
5. Table of Contents (obsah) knihy Matthewa Boydena The Rough Guide to Opera, vydání 2002, ISBN 1-85828-749-9. (online)
6. Opery s hesly v The Metropolitan Opera Guide to Recorded Opera ed. Paul Gruber (Thames and Hudson, 1993) ISBN 0-393-03444-5 nebo Metropolitan Opera Stories of the Great Operas ed. John W Freeman (Norton, 1984) ISBN 0-393-01888-1
7. Seznam oper a jejich skladatelů v knize Who's Who in British Opera ed. Nicky Adam (Scolar Press, 1993) ISBN 0-859-67-894-6
8. Hesla jednotlivých oper v knize WARRACK, John; WEST, Ewan. The Oxford Dictionary of Opera. Oxford: Oxford University Press, 1992. Dostupné online. ISBN 0-19-869164-5.
9. Hesla jednotlivých oper v knize Joyce Bourne: Who's Who in Opera: a guide to opera characters (Oxford University Press, 1998) ISBN 0-19-210023-8

Ze seznamu sestaveného na základě uvedených devíti zdrojů byla na základě databáze Operabase.com vyloučena tato díla (v chronologickém pořadí skladatelů a s uváděním anglických názvů oper): G. F. Händel: Rodelinda a Serse; Michael Balfe: The Bohemian Girl; Rutland Boughton: The Immortal Hour; Ralph Vaughan Williams: Hugh the Drover a The Pilgrim's Progress; Benjamin Britten: Gloriana; William Walton: Troilus and Cressida; Michael Tippett: The Midsummer Marriage, King Priam a The Knot Garden; Samuel Barber: Antony and Cleopatra; Harrison Birtwistle: Punch and Judy, The Mask of Orpheus a Gawain; Peter Maxwell Davies: Taverner; Philip Glass: Akhnaten; Judith Weirová: A Night at the Chinese Opera.